# Romans dworski
Romans dworski, in. romans rycerski (fr. roman de chevalerie) – utwór o wykwintnym stylu, przedstawiający niezwykłe przygody i miłosne przeżycia rycerzy, którzy kochają i cierpią dla wybranej damy serca.

## Dzieje gatunku

### Średniowiecze
Romans dworski (fr. roman courtois) powstał w XII w.; na jego kształt wpłynęli w dużej mierze poeci z otoczenia Eleonory (Alienor) Akwitańskiej. Pisany był wierszem. Wyróżniono wówczas trzy zasadnicze "materie", czyli trzy obszary tematyczne, w obrębie których poruszali się autorzy:
– materia francuska – to tematy zaczerpnięte z epiki rycerskiej (chansons de geste), wzbogacona o wątki romansowe, przygodowe, nawet  baśniowe;
– materia rzymska – inspirowana literaturą antyczną – np. Powieść o Tebach, Powieść o Eneaszu, Powieść o Troi;
– materia bretońska – czerpiąca z legend i folkloru celtyckich, a przede wszystkim z legend o królu Arturze.

### Król Artur
Legendarny król Celtów, bohater romansów rycerskich z XII i XIII wieku, tworzących tak zwany cykl arturiański. Wsławia się licznymi zwycięstwami, między innymi nad Szkotami, Piktami i Sasami, których gromi za pomocą cudownego miecza o nazwie Excalibur. Poślubia Ginewrę i zakłada dwór w Caerleon, gdzie przy Okrągłym Stole, symbolizującym równość wszystkich, którzy przy nim zasiadają, zbiera się kwiat bretońskiego rycerstwa. Wiele szczegółów i elementów fantastycznych zawdzięcza legenda dwóm autorom: pisarzowi normańskiemu zwanemu Wace z Jersey, który około 1154 roku wprowadził do opowieści między innymi motyw Okrągłego Stołu, oraz kronikarzowi Layamonowi, który w 1200 roku nadał Ekskaliburowi właściwości magiczne.
Autorem wielu znanych romansów o rycerzach Okrągłego Stołu był Chrétien de Troyes, francuski autor z XII w.; skupiał się on przede wszystkim na dziejach ich miłości oraz próbach, jakie znosili dla swoich ukochanych.
Postać króla Artura inspirowała nie tylko pisarzy średniowiecznych, ale i twórców późniejszych epok; bohaterem swojej powieści Jankes na dworze króla Artura uczynił władcę Mark Twain.
Do "materii bretońskiej" zaliczane są także utwory opowiadające historię miłości Tristana i Izoldy.

### Dzieje Tristana i Izoldy
Popularna i znana w całej Europie historia miłości Tristana i Izoldy kształt literacki przybrała w XII wieku dzięki poetom francuskim takim jak Béroul, Thomas, Marie de France. Od XIII stulecia tłumaczona była na inne języki i przerabiana na wersje prozą, ale wielki swój triumf święciła w czasach romantyzmu, kiedy to między innymi rozsławił ją w swym dramacie muzycznym Richard Wagner. W 1900 roku romanista francuski Joseph Bédier, wykorzystując zachowane fragmenty średniowiecznych redakcji francuskich i niemieckich, opracował nową prozaiczną wersję "Dziejów Tristana i Izoldy".
Historia dwojga kochanków, których za pomocą czarodziejskiego napoju połączyło przeznaczenie. Tristan (siostrzan i wasal króla Marka, zdradzanego, lecz nie ośmieszonego, a uszlachetnionego męża Izoldy) i Izolda Jasnowłosa – poddani niepokonanej, czarodziejskiej mocy namiętności, zarazem świadomi zła zdrady, żyjący w ustawicznym napięciu emocjonalnym, poszukujący się i rozłączający na przemian – są do dziś żywym symbolem ucieleśniającym szczęście i cierpienia miłości.

### Romans rycerski od epoki Odrodzenia
Czas rozkwitu romansu rycerskiego pisanego prozą przypada na XV–XVI wiek; powstawały wtedy utwory narracyjne o żywej fabule, nasyconej elementami awanturniczości, baśniowej fantastyki i cudowności, które podejmowały i kontynuowały wątki znane z wierszowanej epiki rycerskiej średniowiecza oraz opowieści o losach Lancelota, Tristana i innych legendarnych bohaterów (np. Śmierć Artura – Le Morte d’Arthur Thomasa Malory’ego z 1485 r.). Stworzono wtedy także nowe tematycznie historie, często nawiązując do lokalnych podań, legend genealogicznych czy tradycyjnych opowieści o założycielach zamków i klasztorów, jak np. Piękna Magielona czy historia o Meluzynie. Romanse te zachowują najczęściej pozory "historii prawdziwych", w narrację wplatane są np. postacie historyczne i autentyczne miejsca. Jednocześnie zawierają liczne anachronizmy, nieścisłości historyczne i geograficzne, oraz elementy fantastyczne i cudowne.
Najsłynniejszym dziełem spośród romansów rycerskich był hiszpański Amadis z Walii wydany w 1508 r. przez Garci Rodrígueza de Montalvo na podstawie wcześniejszych, zaginionych wersji, stanowiący syntezę różnych form r.r., czytany, naśladowany i parafrazowany w całej Europie. Do Amadisa i jego licznych kontynuacji nawiązywał, w sposób parodystyczny, Miguel de Cervantes Saavedra w Don Kichocie.
W XVII w. gatunek zaczął stopniowo tracić popularność. W późniejszych czasach żył przede wszystkim w obiegach literatury straganowej; do jego form nawiązywała powieść historyczna doby romantyzmu (zwłaszcza twórczość Waltera Scotta i jego szkoły powieściowej).